# Лорелай (объединённая община)
Лорелай — объединённая община в районе Рейн-Лан земли Рейнланд-Пфальц в Германии. Управление находится в городе Санкт-Гоарсхаузен.

## Члены объединённой общины
| - Ауэль - Борних - Вайзель - Вейер - Дальхайм - Дёршайд - Зауэрталь - Кауб - Кестерт | - Ликерсхаузен - Лиршид - Нохерн - Патерсберг - Прат - Райхенберг - Райтценхайн - Санкт-Гоарсхаузен |

## Совет объединённой общины
Совет объединённой общины Лорелай состоит из 28 избираемых членов и бургомистра, работающего на штатной основе в качестве председателя. 
Распределение мест в Совете по итогам муниципальных выборов 7 июня 2009 года: СДПГ - 11, ХДС - 10, Партия зелёных - 2, самовыдвиженцы - 5.